# Emili Pi i Molist
Emili Pi i Molist (Barcelona, 29 d'octubre de 1824 - ibídem, 29 de juny de 1892) fou doctor en medicina i cirurgia, metge numerari i director de l'Hospital de la Santa Creu, soci numerari de la Reial Acadèmia de Medicina de Barcelona (societat de la que fou president) i de la Reial Acadèmia de Bones Lletres, soci de mèrit de la Societat Econòmica Barcelonesa d'Amics del País i soci corresponent de la Societat Medico-Psicològica de París i les Acadèmies de Medicina i Cirurgia de València, Granada i Palma.
Fill d'Andreu Avel·lí Pi i Arimon i la seva muller Teresa Molist i Solà, Emili destacà promptament en les arts literàries escrivint una novel·la i odes amb només dotze anys. Residí a Mallorca en la seva joventut per tal d'eludir el reclutament. Es llicencià en medicina l'any 1846 a la Universitat Literària de Barcelona. L'any 49 presentà la Memoria concurs de la Reial Acadèmia de Medicina de Barcelona que resultà premiada sobre els efectes anestèsics del cloroform, llavors una substància nova per a la nova tècnica de l'anestèsia encara llavors no gaire generalitzada en l'àmbit de la cirurgia. El 1855 entrà al "Servei Annex d'Orats" de l'Hospital de la Santa Creu i viatjà a diversos manicomis europeus plasmant les seves experiències en el seu treball de 1854. Fou defensor del vitalisme oposant-se a l'organicisme.
Casat amb Antònia Bacigalupi i Maymó (cosina germana de la mare de Eusebi Güell i Bacigalupi) i sense descendència. Visqué al carrer del Rull, 4, i és enterrat al Cementiri del Poblenou (Barcelona) (Dep. I, illa 4a, nínxol 301).
Al districte barceloní de Nou Barris hi ha un carrer que porta el seu nom.

## Obres
Pi i Molist fou un autor de caràcter polifacètic, abastant sobretot l'àmbit de la psiquiatria a la que dedicà el seu ofici, i incloent-hi altres sobre botànica i obres dedicades a l'anàlisi literària especialment de l'obra de Cervantes, entre altres treballs Botet i Sisó en destaca una quinzena:
- «Notícia histórica de los progresos y estado actual de la Botánica en las islas Baleares » (1843)
- «Catálogo de algunas plantas que crecen en las islas Baleares ó materiales para la formación de una Flora Baleárica, con la correspondencia castellana, mallorquina, menorquina y catalana de los nombres sistemáticos de los vegetales, sus localidades y la epoca de su florescencia » (manuscrit, 1843)
- Pi y Molist, Emilio. Elementos de botánica traducidos y arreglados en español, conforme al manual completo de botanica que ha publicadfo en frances Mr. Boitard (en castellà).  calle de la Espasería, Barcelona: Imprenta y Librería P. Tous y Compañia, 1844.[4]
- «Memoria sobre el modo más asequible de erigir un asilo, Hospital ó Casa de locos para uno y otro sexo, acompañada de un proyecto de Reglamento interior para el régimen del establecimiento» (1846, premiada per la Societat Econòmica Barcelonesa d'Amics del País i publicada el 1853)
- «Memoria sobre las circunstancias en que se halla indicado y contraindicado el uso del cloroformo» (1849 premiada el 1849 per la Reial Acadèmia de Medicina de Barcelona i publicada el 1850)
- «Descripción de varios manicomios de Francia, Inglaterra, Bélgica, Alemania é Italia, visitados en los meses de junio, agosto y septiembre de 1854» (1854)
- Pi y Molist, Emilio. Colonia de Orates de Gheel (Bélgica): descripción histórico-médica de este antiguo y singular establecimiento manicómico, leída en la sesión extraordinaria pública, que en 12 de junio de 1855 celebró la Academia de Medicina y Cirugía de Barcelona (en castellà).  Barcelona: Imprenta y Librería Politècnica de Tomás Gorchs, 1856.
- «Estadística de los departamentos de locos del Hospital de Santa Cruz de Barcelona correspondiente al segundo semestre del año 1855» (1856)
- Pi y Molist, Emilio. Estadistica del manicomio del hospital de Santa Cruz de Barcelona, correspondiente al año 1856 (en castellà).  Barcelona: Imprenta y Librería Politècnica de Tomás Gorchs, 1857.
- Pi y Molist, Emilio. Proyecto médico razonado para la construccion del Manicomio de Santa Cruz de Barcelona (en castellà).  Barcelona: Imprenta y Librería Politècnica de Tomás Gorchs, 1860.
- Pi y Molist, Emilio. Colonia de Orates de Gheel (Bélgica): descripción histórico-médica de este antiguo y singular establecimiento manicómico, leída en la sesión extraordinaria pública, que en 12 de junio de 1855 celebró la Academia de Medicina y Cirugía de Barcelona (en castellà).  Barcelona: Real Academia de Medicina de Barcelona, Imprenta y Librería Politécnica de Tomás Gorchs, 1856.
- «Elogio fúnebre del Doctor D. Raymundo Durán y Obiols» (1863)
- «Apuntes sobre la monomania» (1864 discurs llegit a la Reial Acadèmia de Medicina i Cirurgia de Barcelona)
- Pi y Molist, Emilio. ¿Que relaciones guardan las enfermedades mentales con la forma del cráneo? (en castellà).  Barcelona: Establecimiento Tipográfico de Jaime Jepús Roviralta, 1870.
- Pi y Molist, Emilio. ¿Que relaciones guardan las enfermedades mentales con la forma del cráneo? (en castellà).  Barcelona: Establecimiento Tipográfico de Jaime Jepús Roviralta, 1870.
- «Memoria que en el ejercicio para el grado de Doctor en medicina y cirugia leyo en la Universidad de Barcelona sobre el tema: ¿que relación guardan las enfermedades mentales con las formas del cráneo?» (1875)
- «Cartas sobre Pompei» (1885, manuscrit existent a la Reial Acadèmia de Bones Lletres, publicades pòstumament en 1895 amb un pròleg de Joaquim Rubió i Ors)
- Pi y Molist, Emilio. Primores del Quijote en el concepto médico-psicológico y consideraciones generales sobre la locura para un nuevo comentario de la inmortal novela (en castellà).  calle de las Tapias, núm. 4, Barcelona: Imprenta Barcelonesa, 1886.
- «Semblanza de D. Luis de Mayora» (1888, llegida en la sessió celebrada per la Reial Acadèmia de Bones Lletres el 23 d'abril)
- «Esbozo de auto-biografia ó desahogo de afectos íntimos en orden á alguno hechos, cuatro sobre todo» (llegit en la sessió celebrada a la Reial Acadèmia de Medicina de Barcelona el 19 d'agost 1890)